# ورزشگاه الرمادی
ورزشگاه الرمادی (به عربی: ملعب الرمادي) ورزشگاهی چندکاربردی در شهر بغداد عراق می‌باشد. امروزه از آن بیشتر برای برپایی مسابقه‌های فوتبال و به عنوان ورزشگاه خانگی باشگاه فوتبال الرمادی استفاده می‌شود. این ورزشگاه گنجایش ۱۵۰۰۰ نفر تماشاچی را دارد.